# El Varal (Guanajuato)
El Varal es una localidad del estado mexicano de Guanajuato. Es parte del municipio de Abasolo.

## Demografía
| Gráfica de evolución demográfica |
|                                  |

| Censo | Población |
| ----- | --------- |
| 1910  | 281       |
| 1921  | 256       |
| 1930  | 295       |
| 1940  | 422       |
| 1950  | 649       |
| 1960  | 950       |
| 1970  | 939       |
| 1980  | 964       |
| 1990  | 1 104     |
| 2000  | 1 147     |
| 2010  | 1 113     |
| 2020  | 1 078     |